# Compartilhamento de arquivos em Singapura
O compartilhamento de arquivos em Singapura ou partilha de ficheiros em Singapura está relacionado à distribuição de mídia digital naquele país. Em janeiro de 2019, haviam cerca de 12.971.500 residências conectadas à internet, em Singapura, com uma conexão de banda larga. Existem também muitos pontos públicos de acesso à Internet (redes sem fios), como bibliotecas públicas e cibercafés.
A opinião pública em Singapura mostra que 1 em cada 2 pessoas aceita downloads ilegais, embora 4 em cada 5 (ou 82% dos menos de 1000 entrevistados) singapurianos digam que proteger a propriedade intelectual (IP) é importante, de acordo com a pesquisa de novembro de 2014 do escritório de propriedade intelectual de Singapura (IPOS, que publica a pesquisa bienal de percepção de IP). A mesma crença parece não se traduzir nas atividades online, mais de 55% dos entrevistados (contra 78% em uma pesquisa semelhante em 2010) pensam que o download não autorizado é um roubo. Por outro lado, os consumidores também apontaram para a falta de métodos legais disponíveis para baixar conteúdo digital (como o Netflix, por exemplo).

## Legislação
A lei de direitos autorais de 2014 (Singapura) é aplicável e pode ser violada pela atividade de compartilhamento de arquivos. A lei visa proteger os direitos de propriedade intelectual do criador ou do detentor dos direitos autorais. O compartilhamento de arquivos viola este ato quando o proprietário dos direitos autorais não deu permissão para que seu material seja compartilhado.

## Ações para prevenir o compartilhamento ilegal de arquivos

### Associação da indústria fonográfica de Singapura
Em 17 de outubro de 2006, a associação da indústria fonográfica de Singapura (RIAS) abriu casos de compartilhamento ilegal de arquivos de música. Basicamente, isso resulta das obrigações decorrentes do  acordo de livre comércio Estados Unidos-Singapura.

### ODEX
O distribuidor de animes ODEX tem estado ativamente rastreando e enviando ameaças legais contra usuários individuais do BitTorrent, em Singapura, desde 2007.

### Dallas Buyers Club LLC
Em abril de 2015, a Samuel Seow Law Corporation representou o Dallas Buyers Club LLC no envio de cartas de demanda para mais de 500 assinantes, solicitando uma oferta de (por) danos e custos por escrito.
Como resultado dessa pressão, os 2 principais ISPs (Singtel e Starhub) tornaram-se responsáveis pela notificação de usuários identificados pelo Dallas Buyers Club LLC. Esta notificação pode ser uma ordem de cessação e desistência que ameaçará com uma ação legal se o comportamento continuar ou se um pagamento de compensação não for feito. Outras medidas também podem ser tomadas pelos ISPs se os usuários identificados continuarem a violar direitos autorais, como a restrição da largura de banda disponível para eles ou mesmo a desconexão total e possíveis banimentos ou suspensões da internet.
Em abril de 2017, o mesmo escritório de advocacia tentou obter os dados de usuários que tentaram baixar os filmes "Pais e filhas" e "Rainha do deserto". No entanto, o tribunal superior de Singapura negou esses pedidos, citando evidências insuficientes.

### Oposição

#### Sociedade dainternet
O presidente Harish Pillay e o vice-presidente Professor Ang Peng Hwa da Internet Society de Singapura (ISOC) declararam que "as ameaças aos assinantes não vão parar as violações de direitos autorais."